# مارك ويلسون (رسام)
مارك ويلسون (بالإنجليزية: Mark Wilson)‏ هو مصمم مطبوعات ورسام أمريكي، ولد في 13 مايو 1943 في كولتاغ غروف في الولايات المتحدة.

## وصلات خارجية
- الموقع الرسمي